# Vietnamský badminton

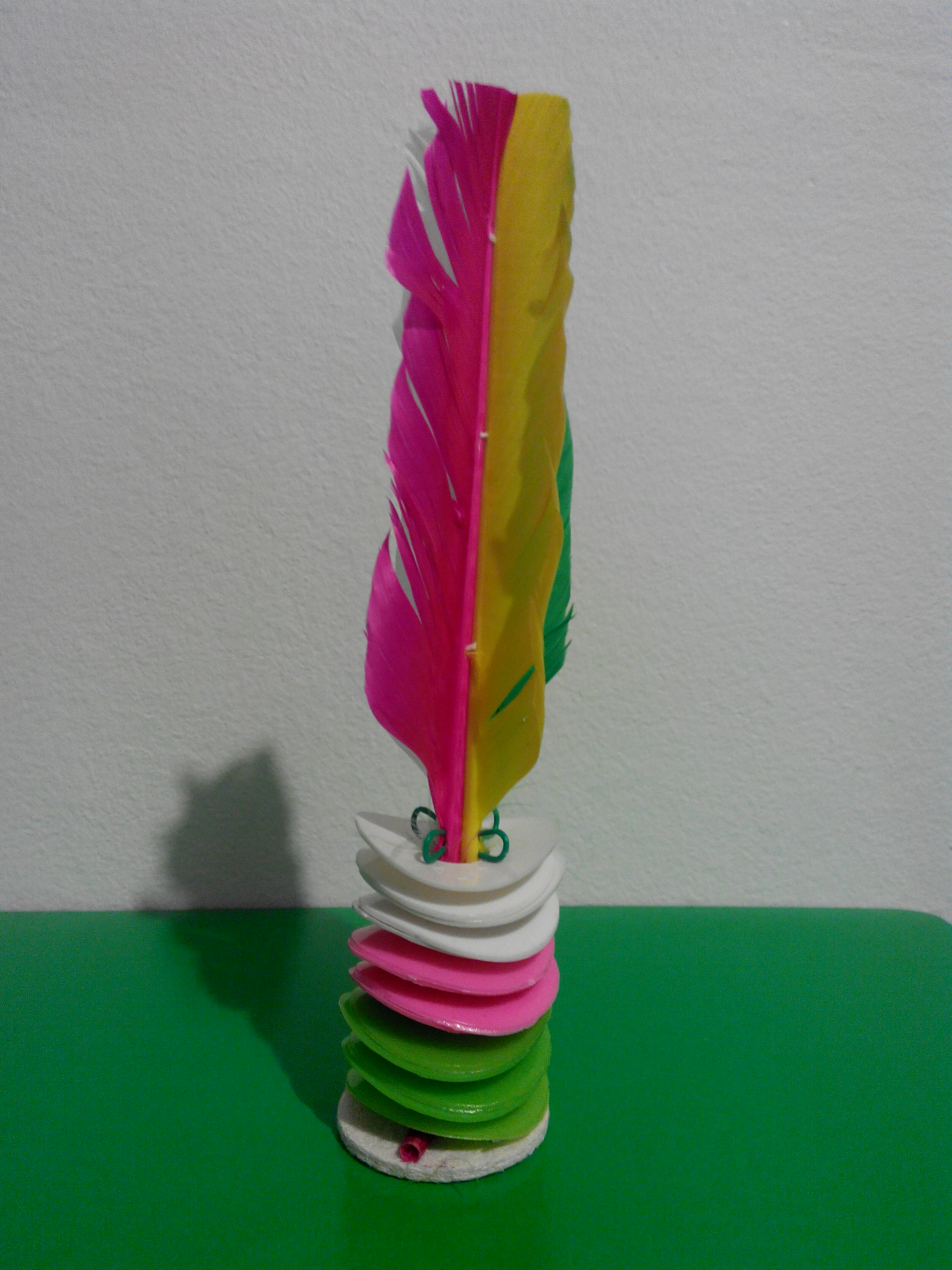
Míček pro vietnamský badminton

Vietnamský badminton (Jianzi, také Shuttlecock, Da Cau, Featherball) je tradiční asijská hra určená pro sportovní, rekreační, či zábavní využití. Jedná se o nenáročnou hru, podobnou hakisáku. Lze ji hrát takřka kdekoli. Cílem je míček udržet co nejdéle ve vzduchu bez dopadu na zem. Lze jej odbíjet jakoukoli částí těla.
Vietnamský badminton pochází z Vietnamu (5. století př. n. l.), kde se nazývá Da Cau. Počátky hry lze ovšem vypozorovat v Číně, kde hráči kopou do kuličky, ke které jsou připevněna tři brka. Ve Vietnamu se hra modifikovala, kulička byla nahrazena plastovými kroužky, které jsou nasazeny na jeden kachní brk. Míček se tak výrazně zlehčil, díky tomu jej lze odbíjet jakoukoli částí těla. Během stovek let se sport rozšířil po celé Asii, v Evropě se Jianzi poprvé objevilo na letní olympiádě v roce 1936. Opravdový rozmach pak zažívá po roce 2000.
Hru lze hrát podle oficiálních mezinárodních pravidel, nebo jen v kruhu hráčů na ulici či v parku, bez věkového omezení. Nejoblíbenějšími disciplínami jsou freestyle a hra přes síť.